# Section syndicale d'entreprise
Une section syndicale d'entreprise est une institution représentative des salariés.
Depuis la loi du 20 août 2008 une section syndicale d'entreprise peut être créée dans n'importe quelle entreprise par des syndicats qui possèdent au moins deux salariés encartés dans l'entreprise ou l'établissement (arrêt de la chambre sociale du 8 juillet 2009 dit "Okaidi"). De plus ces syndicats doivent :
- être représentatifs dans l'entreprise ;
- être affiliés à une des 5 organisations syndicales considérées comme représentatives au niveau interprofessionnel et national (jusqu'en 2013 : CGT, CGT-FO, CFDT, CFTC, CFE-CGC);
- ne pas être représentatifs mais être légalement constitués depuis 2 ans, satisfaire aux nouveaux critères de représentativité suivant : valeur républicaine et indépendance, et enfin avoir un champ professionnel et géographique qui couvre l'entreprise concernée[1].

## Historique
En France, la section syndicale d’entreprise (SSE) a été créée par la Loi du 27 décembre 1968 en application des accords de Grenelle.
La section syndicale d’entreprise devient alors un outil d'action spécifique comme lors de la lutte contre le saturnisme mené par la Grèves des ouvriers de Peñarroya en 1971 et 1972, avec le soutien du Groupe information santé.

## Constitution d'une SSE
En principe, il n'y a aucune condition de forme imposée par la Loi pour constituer la SSE. Ce sont les adhérents du syndicat d'une même entreprise qui se regroupent et décident de la constitution. 
Il ne peut y avoir (pour chaque organisation syndicale représentative) qu'une seule SSE par syndicat représentatif dans une même entreprise ou établissement.
En pratique, la seule désignation par un syndicat d'un délégué syndical suffit pour établir l'existence de la section syndicale. Pour une désignation par une organisation syndicale ne bénéficiant pas de la présomption de représentativité, l'entreprise peut contester la représentativité de la section devant le tribunal de grande instance; cette même action peut aussi émaner d'une autre organisation syndicale. 

## Absence de personnalité juridique
Elle n'a pas de personnalité juridique propre et dépend ainsi du syndicat. Les SSE, comme les délégués syndicaux n'ont aucune autonomie par rapport aux syndicats. Ces derniers peuvent décider de leur constitution comme de leur dissolution.

## Moyens d'action
Pour assurer sa mission la SSE peut disposer de moyens d'action, suivant l'importance de l'effectif de l'entreprise ou de l'établissement :
- pour toutes les entreprises :
  - la collecte des cotisations dans l'entreprise pendant le temps de travail en veillant à ne pas apporter de gêne notable au déroulement du travail ;
  - affichage de communications syndicales ;
  - diffusion de publications et de tracts ;
  - liberté de réunion ;
- des locaux syndicaux aménagés doivent être fournis par l’entreprise :
  - si elle compte de 200 à 1000 salariés, elle a obligation de fournir un local commun à l'ensemble des sections ;
  - si elle compte plus de 1000 salariés :
    - chaque section syndicale d'un syndicat représentatif a droit à un local spécifique ;
    - les sections des syndicats non représentatifs ont droit à un local commun.
- droit d’inviter des personnalités extérieures, soit dans les locaux de la section, soit dans des locaux mis à disposition de l'employeur. Ces réunions ne peuvent avoir lieu qu'une fois par mois (sauf accord de l'employeur) et en dehors du temps de travail.

La section peut inviter de manière libre une personnalité syndicale (les syndicats peuvent imposer sa présence), pour une autre personnalité il faut l'accord du chef d'entreprise. 

La section syndicale peut notamment, depuis la loi du 20 aout 2008, nommer un représentant de la section. Il a pour rôle de représenter les intérêts matériels et moraux de ses membres, le but étant de rendre l'organisation syndicale représentative lors des prochaines élections du personnel. En effet, la section syndicale présentera des candidats aux élections, et si elle obtient les 10% requis pour devenir organisation syndicale représentative, elle pourra désigner un délégué syndical. Attention, si le représentant de la section n'obtient pas lui-même 10% dans le collège où il se présente, il ne pourra être re-désigné RSS jusqu'aux six mois qui précèdent les prochaines élections.
Dans les entreprises de moins de 50 salariés, le RSS est un délégué du personnel (le DP cumule son mandat avec celui de RSS)